# Pimkie
Pimkie è una multinazionale di abbigliamento fast-fashion d'origine francese, controllata al 70% dal marchio Lee Cooper, al 15% dal gruppo turco Ibisler Tekstil e al 15% dall'imprenditore Salih Halassi.
L'azienda è specializzata in abiti da donna fra i 18 e i 35 anni.

## Storia
Nata originariamente come Pimckie, il cambio di nome avviene negli anni ottanta. Originariamente rivolto alle donne dai 18 ai 25 anni, nel tempo si espande fino ai 35.
Nel tempo, l'azienda si espande, principalmente in Europa partendo da Germania, Italia e Spagna, ma prende poi piede in più di 30 paesi al 2018, quando è sotto la direzione dell'Associazione familiare Mulliez, che controllava il marchio attraverso Fashion Cube. Tuttavia, proprio quell'anno è l'inizio delle grandi ristrutturazioni, con l'azienda che taglia più di 200 posti di lavoro in Francia.
Sin dal primo decennio di questo secolo, l'azienda va infatti incontro a varie difficoltà, soprattutto per la competizione di negozi online come Shein. Nel 2014, viene chiuso il magazzino di stoccaggio di Milano, preludio alla rimozione dal mercato italiano attorno al secondo decennio del XXI secolo. Nel 2021, falliscono le filiali belga, svizzera ed austriaca dell'azienda: al 2023, rimangono negozi in Francia, Spagna e Germania.
Nel 2022, l'azienda taglia altri 400 posti di lavoro. In quello stesso anno, l'Associazione familiare Mulliez vende il marchio, dopo diversi tentativi di renderlo più d'alta moda.

## Loghi

Logo Pimkie nel 2007
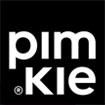
Logo Pimkie nel 2012